# Michael Makiolla
Michael Makiolla (* 15. Januar 1956 in Unna) ist ein deutscher Politiker (SPD). Von 2004 bis 2020 war er Landrat im Kreis Unna.

## Biografie
Nach dem Abitur in Unna und dem Wehrdienst studierte er Rechtswissenschaften und Politikwissenschaften an der Rheinischen Friedrich-Wilhelms-Universität in Bonn. Das Studium schloss er 1984 mit dem zweiten Juristischen Staatsexamen ab.
Er trat in den Staatsdienst ein und war ab 1986 Persönlicher Referent der Arnsberger Regierungspräsidenten Richard Grünschläger und Raghilt Berve. 1990 wechselte er zum Kreis Unna und war dort zunächst Dezernent, dann Kreisdirektor und wurde 2004 zum Landrat gewählt. Zur Wahl im September 2020 trat er nicht erneut an und wurde Ende Oktober 2020 verabschiedet. Seine Nachfolge trat Mario Löhr (SPD) an.

## Politik
Makiolla trat 1977 in die SPD ein und engagierte sich in der Friedensbewegung. Als von der SPD in Nordrhein-Westfalen nominierter Vertreter gehörte er der 13. Bundesversammlung 2009 an.